# Кіновсесвіт Marvel: Шоста фаза
Шоста фаза Кіновсесвіту Marvel (КВМ) — серія американських супергеройських фільмів і телесеріалів, створених Marvel Studios і заснованих на персонажах Marvel Comics. До фази увійдуть всі проєкти Marvel Studios з осені 2024 року по листопад 2025 року. Walt Disney Studios Motion Pictures виступить дистриб'ютором фільмів, а телесеріали будуть виходити на стрімінг-сервисі Disney+; крім того, Sony Pictures Releasing буде займатись прокатом фільму про Людину-павука. Шоста фаза розпочнеться в листопаді 2024 року з прем'єрою фільму «Фантастична четвірка». Кевін Файґі виступить продюсером всіх фільмів і виконавчим продюсером всіх телесеріалів фази. Раян Рейнольдс виступить продюсером Дедпула 3, а Емі Паскаль — продюсером безіменного фільму про Людину-павука.
Фаза охоплює наступні фільми: командний фільм «Фантастична четвірка» (листопад 2024 року), «Месники: Династія Канґа» (травень 2025 року), «Месники: Таємні війни» (листопад 2025 року), безіменний квадриквел про Людину-павука з Томом Голландом в ролі Пітера Паркера, безіменний сиквел стрічки «Шан-Чі та Легенда Десяти Кілець» з Симу Лю в головній ролі, а також безіменний фільм про мутантів.
Також до фази увійдуть проєкти Disney+: анімаційні серіали «Людина-павук: Рік перший» (2024 рік) і «Зомбі Marvel» (2024 рік), серіал «Броньовані війни», третій сезон анімаційного серіалу «А що як…?», а також «Диво-людина» і безіменні серіали про Ваканду і Нову.

## Фільми

### «Месники: Судний день» (2026)
В липні 2022 року на Комік-коні в Сан-Дієго Кевін Файґі заявив про розробку стрічки «Месники: Династія Канґа», першого фільму про команду після «Завершення» 2019 року. Стрічка «Месники: Династія Канґа» вийде в прокат 18 грудня 2026 року.

### Безіменний фільм проШан-Чі
В грудні 2021 року було оголошено про розробку продовження стрічки «Шан-Чі та Легенда Десяти Кілець». Дестін Деніел Креттон повернеться в якості режисера і сценариста. В січні 2022 року стало відомо, що Симу Лю повторить роль Шан-Чі.

## Телесеріали
Всі серіали Шостої фази вийдуть на стрімінг-сервісі Disney+.

### «Ваш дружній сусід Людина-павук» (2025)
Анімаційний серіал «Ваш дружній сусід Людина-павук» сфокусується на історії походження Пітера Паркера і його перших кроках в якості «дружелюбного сусіда» Людини-павука.
Події «Людини-павук: Рік перший» розгортаються до подій фільму «Перший месник: Протистояння» (2016) і «Людина-павук: Повернення додому» (2017).

### «Marvel Зомбі» (2025)
Нове покоління героїв зіткнеться із зомбі.

### Безіменний серіал проВаканду
В лютому 2021 року стало відомо, що режисер і сценарист двох фільмів про Чорну Пантеру, Раян Куглер, займеться створення драматичного телесеріалу про Ваканду за допомогою своєї компанії Proximity Media. В травні 2021 року Данай Гуріра підписала договір про повернення до ролі Окоє в новому проєкті, який стане для персонажа спін-оффом і історією походження.

### «А що як…?» (сезон 3)
Події «А що, як…?» починаються відразу після фіналу першого сезону «Локі», розкриваючи, що відбувається з часовими лініями після створення мультивсесвіту.

### Безіменний серіал про Нову
В березні 2022 року стало відомо про початок розробки космічного проєкту Marvel з Річардом Райдером в центрі сюжету, сценаристом якого виступить Сабір Пірзада. Пізніше було уточнено, що цей проєкт стане міні-серіалом для Disney+.